# حفرية كي إن إم إي إر 406

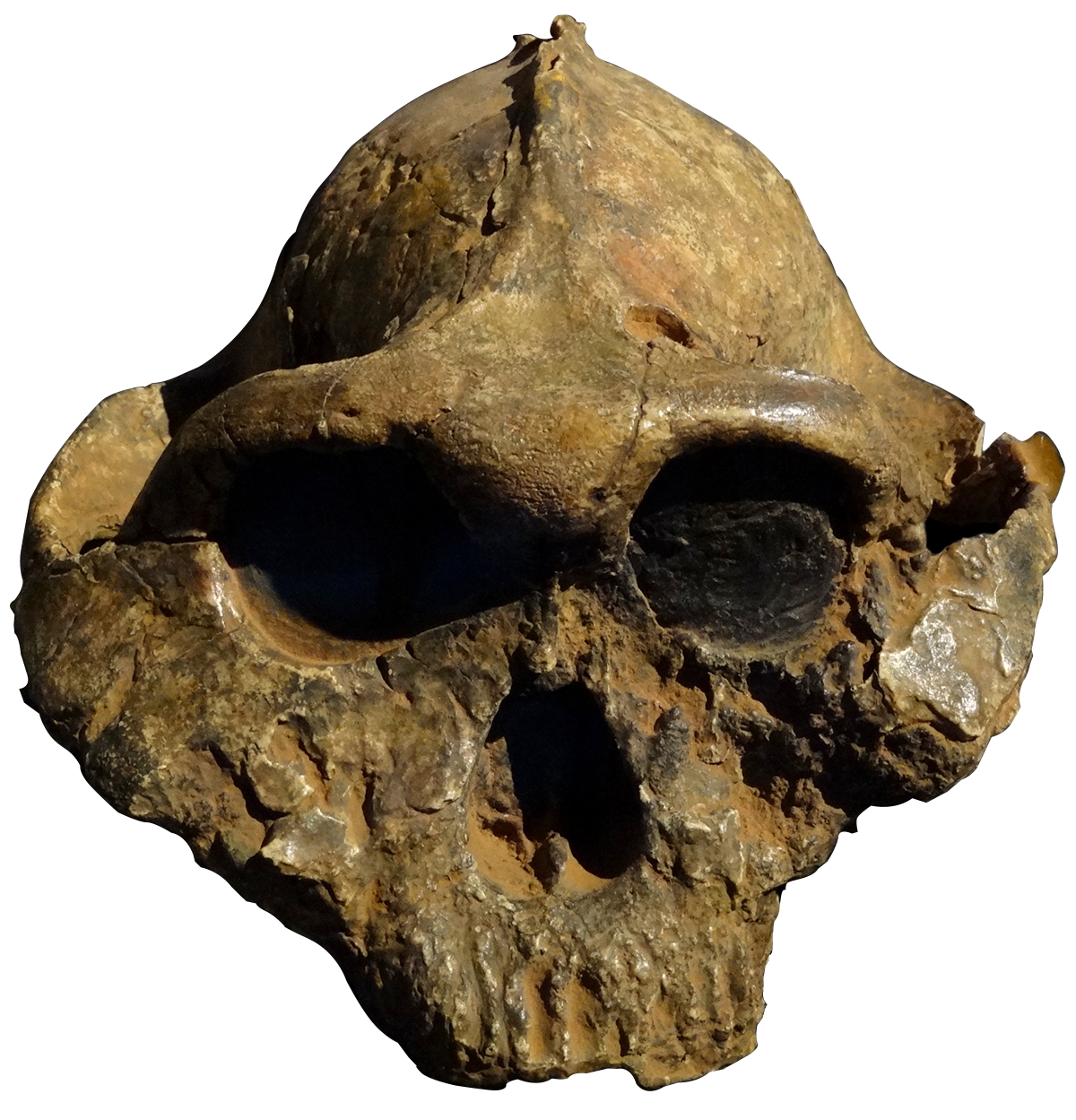

حفرية كي إن إم إي إر 406 هي حفرية لجمجمة كاملة تعود إلى بارانثروبوس بويزي، وهو نوعٌ قديم من أشباه البشر. اكتشفها العالمان ريتشارد ليكي وإتش. موتا عام 1969 في موقع Koobi Fora في كينيا.
تعود هذه الأحفورة إلى رجلٍ بالغٍ بسعة قحفٍ تبلغ 510 سم مكعب، ويُقدر عمرها بنحو 1.7 مليون سنة.